# Emperador Yang de Sui
Sui Yangdi (569-618 d. C.) fue un emperador chino de la dinastía Sui de China. Gobernó entre el 604 y el 618 d. C.
El nombre original del emperador Yang era Yang Ying, pero su padre lo renombró, después de consultar con los oráculos, a Yang Guang. Yang Guang fue nombrado príncipe de Jin después de que el emperador Wen estableciera la dinastía Sui en 581. En 588, se le concedió el mando de los cinco ejércitos que invadieron la dinastía Chen del sur y fue ampliamente elogiado por el éxito de esta campaña. Estos logros militares, así como sus maquinaciones contra su hermano mayor Yang Yong , lo llevaron a convertirse en príncipe heredero en 600. Después de la muerte de su padre en 604, generalmente considerado, aunque no probado, por la mayoría de los historiadores tradicionales como un asesinato ordenado por Yang Guang, ascendió al trono como Emperador Yang.
El emperador Yang, que gobernó desde 604 hasta 618, se comprometió con varios grandes proyectos de construcción, entre los que destaca la finalización del Gran Canal y la reconstrucción de la Gran Muralla , un proyecto que se cobró la vida de casi seis millones de trabajadores. También ordenó varias expediciones militares que llevaron a Sui a su mayor extensión territorial, una de las cuales, la conquista de Champa en lo que hoy es el centro y sur de Vietnam , resultó en la muerte de miles de soldados Sui por malaria. Estas expediciones, junto con una serie de campañas desastrosas contra Goguryeo (uno de los tres reinos de Corea), dejó al imperio en bancarrota y al pueblo en rebelión. Con el norte de China en crisis, el emperador Yang pasó sus últimos días en Jiangdu (江都, en la moderna Yangzhou , Jiangsu ), donde finalmente fue estrangulado en un golpe dirigido por su general Yuwen Huaji .
A pesar de sus logros, los historiadores tradicionales generalmente consideran al emperador Yang como uno de los peores tiranos de la historia china y la razón del gobierno relativamente corto de la dinastía Sui. Sus campañas fallidas contra Goguryeo, y las conscripciones que se les impusieron, junto con el aumento de impuestos para financiar estas guerras, y los disturbios civiles como resultado de estos impuestos, finalmente llevaron a la caída de la dinastía.
| Predecesor: Wendi | Emperador de China 604 – 617 d. C. | Sucesor: - |

- Datos: Q7419
- Multimedia: Emperor Yang of Sui / Q7419